# Михайловський-Данилевський Олександр Іванович
Олександр Іванович Михайловський-Данилевський (26 серпня [6 вересня] 1789 — 9 (21) вересня 1848) — генерал-лейтенант, сенатор, російський військовий письменник, історик, автор першої офіційної історії Французько-російської війни 1812 року, написаної в 4 томах за завданням Миколи I, опублікованої в 1839 році (згодом перевидавалася).